# ? (album van Neal Morse)
? is een conceptalbum van Neal Morse. Na de dubbelaars Snow (met Spock's Beard, 2002), Testimony (2003) en de enkele cd One (2004) komt Neal Morse opnieuw met een concept album. Ditmaal werkt hij het thema van Gods woonplaats, de tempel uit. Het is naar eigen zeggen een muzikaal avontuur dat het midden houdt tussen C.S. Lewis en Indiana Jones. We worden hierin meegenomen met een persoon die worstelt met zijn eigen onwaardigheid om bij God te mogen komen. Uiteindelijk komt hij erachter dat zijn zonden in het vuur geworpen moeten worden en dat God in zijn hart komt wonen.
Naast de inmiddels vaste bandleden Mike Portnoy en Randy George maakt Neal Morse wederom gebruik van een aantal sessiemuzikanten: Steve Hackett, Jordan Rudess, Roine Stolt en Neals broer Alan Morse.
Het album is beduidend korter dan ouder werk van Neal Morse, slechts 56 min. Alle nummers vormen een geheel, met als terugkerend refrein 'The temple of the living God'.

## Tracklist
1. "The Temple of the Living God"
2. "Another World"
3. "The Outsider"
4. "Sweet Elation"
5. "In the Fire"
6. "Solid as the Sun"
7. "The Glory of the Lord"
8. "Outside Looking in"
9. "12"
10. "Entrance"
11. "Inside His Presence"
12. "The Temple of the Living God"

## Bandleden
- Neal Morse - producer, gitaar, synthesizer, piano, orgel, zang
- Mike Portnoy - drums
- Randy George - bas

### Overige muzikanten
- Steve Hackett, Jordan Rudess, Roine Stolt, Alan Morse